# Наталія Рудакова
Наталія Рудакова (англ. Natalya Rudakova, рос. Наталья Рудакова; нар. 14 лютого 1985, Ленінград, РРФСР, СРСР) — американська акторка та модель російського походження. Відома за роллю Валентини у фільмі «Перевізник 3».

## Біографія
Народилася в Ленінграді, колишньому Радянському Союзі. Відвідувала уроки малювання та акторської майстерності за «Залізною завісою», але у важкі часи не змогла продовжувати. Щонеділі Рудакову водили до театру, де вона «заразилася акторською лихоманкою». Коли їй було 17 років, вона разом з батьками переїхала з Росії в Нью-Йорк, де проживає досі.

## Кар'єра
Коли Рудакова працювала перукаркою в салоні в Нью-Йорку, її побачив Люк Бессон, коли вона переходила вулицю. Після перегляду на пропозицію того ж Бессона поїхала вчитися акторській майстерності до Парижа. Пройшла проби на головну роль у фільмі «Перевізник 3». У листопаді 2008 року відбулася прем'єра фільму з Джейсоном Стейтемом у головній ролі. Згодом знімалася й в інших фільмах.

## Фільмографія
| Рік  | Українська назва        | Оригінальна назва   | Роль            |
| ---- | ----------------------- | ------------------- | --------------- |
| 2008 | Перевізник 3            | Le Transporteur 3   | Валентина       |
| 2011 | Єдиний                  | The One             | Алекс           |
| 2011 | Новий роман             | A Novel Romance     | Шеллі           |
| 2014 | Очікування поїзда       | Waiting for a Train | Адель           |
| 2015 | Перед снігопадом        | Before the Snow     | Наталі          |
| 2015 | Темніше перед світанком | Darkest Before Dawn | Кітті           |
| 2017 | Кавове кафе             | Coffee Cafe         | Детектив Міллер |
| 2019 | Дороги до Олімпії       | Roads to Olympia    | Яна             |